# マクコーマック反応
マクコーマック反応（McCormack reaction）とは、有機リン化合物を合成する手法の一つである。1,3-ジエンと塩化リンが環化反応を起こし、下図のように環状のホスフィンオキシドを得る。マクコーマック反応は、発見者であるデュポンの化学者であるW. B. マクコーマックの名前に因んでいる。

## 反応機構
当反応は[4+1]環化付加反応を経由して進行する。まずジエンと塩化リンが環化付加反応をしてジクロロホスホール2が生成し、2に水が付加してホスホール3を得る。これが、脱塩化水素反応を起こし、目的化合物であるホスフィンオキシド4を得る。